# 張旦 (明朝)
張旦（1508年—？），字子明，别号后湖先生，直隸揚州府高郵州寶應縣人，民籍，明朝政治人物。

## 生平
嘉靖十三年（1534年）甲午科應天府鄉試第五十二名舉人。嘉靖十四年（1535年）聯捷乙未科會試第一百九十二名，登第三甲第一百八十六名進士。授中书舍人，升刑部员外郎，二十年十月以户部郎中督饷大同，十二月父喪丁憂。服闋，復任原职，二十七年七月代許東望督粮江西。後擢山东参政，谪荆州同知，迁四川保宁知府，升云南兵备副使，再至四川左参政，俭约一如寒士。前后为官三十年，最后因丁憂才回归故里。

## 家族
曾祖張震；祖父張岩；父張禮（1476年-1541年），字天秩，號東湖，曾任遇例冠帶。母陳氏。重庆下。兄张易、张习（辛丑進士）。

## 延伸阅读
- 崔桐《明敕封徵仕郎中書舍人東湖張公墓誌銘》

[在维基数据编辑]